# Ксав'є Легран
Ксав'є́ Легра́н (фр. Xavier Legrand; нар. 1979, Франція) — французький театральний та кіноактор, кінорежисер та сценарист. Лауреат та номінант численних міжнародних та національних фестивальних і професійних кінонагород. Кавалер Ордена мистецтв та літератури (2013).

## Біографія
Ксав'є Легран дебютував у юному віці як актор, знявшись у культовій стрічці Луї Маля «До побачення, діти» (1987). Після закінчення школи навчався у Національній консерваторії драматичного мистецтва в Парижі. З 2004 року почав грати другорядні ролі в кіно і на телебаченні.
Легран став відомим як режисер і сценарист завдяки своєму дебютному короткометражному фільму «Перш ніж втратити усе» (2012), який був удостоєний нагород низки міжнародних на національних кінофестивалів, французької національної кінопремії «Сезар» за найкращий короткометражний фільм, а також у 2014 році номінувався на «Оскара» як найкращий короткометражний фільм.
У 2017 році Ксав'є Легран представив свій повнометражний дебют за власним сценарієм «Опіка» на Венеційському міжнародному кінофестивалі і був нагороджений «Срібним левом» за найкращу режисуру. Крім того, стрічка отримала спеціальний приз і приз глядацьких симпатій МКФ у Сан-Себастьяні, спеціальний приз журі МКФ у Цюриху, Приз ФІПРЕССІ за найкращий фільм на 47-му Київському МКФ «Молодість» та ін. У 2019 році фільм було номіновано в 10-ти категоріях на здобуття кінопремії «Сезар», у тому числі за найкращий фільм та найкращу режисерську роботу Ксав'є Леграна
Окрім роботи в кіно Ксав'є Легран активно виступає на театральній сцені, граючи ролі в постановках за творами Вільяма Шекспіра, Мольєра, Флоранс Деле, Антона Чехова та інших.
У 2018 році Ксав'є Легран входив до складу журі 44-го фестивалю американського кіно в Довілі (Франція).

## Фільмографія

### Актор
| Рік  |    | Українська назва                    | Оригінальна назва                          | Роль                        |
| ---- | -- | ----------------------------------- | ------------------------------------------ | --------------------------- |
| 1987 | ф  | До побачення, діти                  | Au revoir les enfants                      | Бабіно                      |
| 1990 | с  | Розшукове агентство «ТЕКС»          | TECX                                       | полісмен                    |
| 2004 | ф  | Постійні коханці                    | Les amants réguliers                       |                             |
| 2006 | кф | Точка зникнення                     | Point de fuite                             |                             |
| 2010 | тф | Альбер Камю                         | Camus                                      | перша людина у Бориса Віана |
| 2010 | ф  | Вільні руки                         | Les mains libres                           | Лорен                       |
| 2013 | с  | Тигрова Лілія, чотири жінки в житті | Tiger Lily, quatre femmes dans la vie      | Фред                        |
| 2017 | тф | Утопія образів російської революції | L'utopie des images de la révolution russe |                             |

### Режисер, сценарист
| Рік  |     | Назва українською     | Оригінальна назва        | Режисер | Сценарист |
| ---- | --- | --------------------- | ------------------------ | ------- | --------- |
| 2012 | к/м | Перш ніж втратити усе | Avant que de tout perdre | Так     | Так       |
| 2017 |     | Опіка                 | Jusqu'à la garde         | Так     | Так       |

## Визнання
| Рік                                                              | Категорія                                         | Фільм                 | Результат |
| ---------------------------------------------------------------- | ------------------------------------------------- | --------------------- | --------- |
| Міжнародний фестиваль короткометражних фільмів у Клермон-Феррані |                                                   |                       |           |
| 2013                                                             | Гран-прі журі                                     | Перш ніж втратити усе | Перемога  |
| 2013                                                             | Приз молодіжного журі                             | Перш ніж втратити усе | Перемога  |
| 2013                                                             | Приз глядацьких симпатій                          | Перш ніж втратити усе | Перемога  |
| 2013                                                             | Приз преси                                        | Перш ніж втратити усе | Перемога  |
| Кінофестиваль короткометражних фільмів у Греноблі                |                                                   |                       |           |
| 2013                                                             | Приз за найкращий сценарій                        | Перш ніж втратити усе | Перемога  |
| Міжнародний фестиваль короткометражний фільмів в Уппсалі         |                                                   |                       |           |
| 2013                                                             | Почесна згадка                                    | Перш ніж втратити усе | Перемога  |
| Премія «Оскар»                                                   |                                                   |                       |           |
| 2014                                                             | Найкращий короткометражний фільм                  | Перш ніж втратити усе | Номінація |
| Премія «Сезар»                                                   |                                                   |                       |           |
| 2014                                                             | Найкращий короткометражний фільм                  | Перш ніж втратити усе | Перемога  |
| 2019                                                             | Найкращий фільм                                   | Опіка                 | Перемога  |
| 2019                                                             | Найкращий дебютний фільм                          | Опіка                 | Номінація |
| 2019                                                             | Найкраща режисерська робота                       | Опіка                 | Номінація |
| 2019                                                             | Найкращий оригінальний сценарій                   | Опіка                 | Перемога  |
| Венеційський міжнародний кінофестиваль                           |                                                   |                       |           |
| 2017                                                             | Золотий лев                                       | Опіка                 | Номінація |
| 2017                                                             | Срібний лев за найкращу режисуру                  | Опіка                 | Перемога  |
| 2017                                                             | Премія Луїджі Де Лаурентіса                       | Опіка                 | Перемога  |
| Міжнародний кінофестиваль у Сан-Себастьяні                       |                                                   |                       |           |
| 2017                                                             | Приз аудиторії за найкращий європейський фільм    | Опіка                 | Номінація |
| 2017                                                             | Нагорода TVE Otra Mirada                          | Опіка                 | Номінація |
| Цюрихський міжнародний кінофестиваль                             |                                                   |                       |           |
| 2017                                                             | Золоте око за найкращий міжнародний ігровий фільм | Опіка                 | Номінація |
| 2017                                                             | Спеціальна згадка журі                            | Опіка                 | Перемога  |
| Міжнародний кінофестиваль у Торонто                              |                                                   |                       |           |
| 2017                                                             | Приз Платформа                                    | Опіка                 | Номінація |
| Міжнародний кінофестиваль в Сан-Паулу                            |                                                   |                       |           |
| 2017                                                             | Премія критиків за найкращий іноземний фільм      | Опіка                 | Перемога  |
| Філадельфійський кінофестиваль                                   |                                                   |                       |           |
| 2017                                                             | Приз журі за найкращий художній фільм             | Опіка                 | Номінація |
| 2017                                                             | Приз Арчі за найкращий перший фільм               | Опіка                 | Номінація |
| 2017                                                             | Приз Арчі — Почесна згадка                        | Опіка                 | Номінація |
| Міжнародний кінофестиваль у Палм-Спрінс                          |                                                   |                       |           |
| 2018                                                             | Приз режисерів                                    | Опіка                 | Перемога  |
| Київський міжнародний кінофестиваль «Молодість»                  |                                                   |                       |           |
| 2018                                                             | Скіфський олень за найкращий фільм                | Опіка                 | Номінація |
| 2018                                                             | Приз ФІПРЕССІ за найкращий фільм                  | Опіка                 | Перемога  |
| Міжнародний кінофестиваль у Глазго                               |                                                   |                       |           |
| 2018                                                             | Приз аудиторії                                    | Опіка                 | Перемога  |
| Приз Луї Деллюка                                                 |                                                   |                       |           |
| 2018                                                             | Найкращий перший фільм                            | Опіка                 | Номінація |
| Премія «Люм'єр»                                                  |                                                   |                       |           |
| 2019                                                             | Найкращий режисер                                 | Опіка                 | Номінація |
| Премія «Кришталевий глобус»                                      |                                                   |                       |           |
| 2019                                                             | Найкращий фільм                                   | Опіка                 | Номінація |